# La maschera di cera (album)
| Recensione   | Giudizio |
| ------------ | -------- |
| ProgArchives | [ 2 ]    |

La Maschera di Cera è un album de La Maschera di Cera pubblicato nel maggio del 2002.

## Tracce

### CD
Tutte le tracce con parole di Fabio Zuffanti e musica di Fabio Zuffanti e Agostino Macor.
1. La maschera di cera – 19:21
2. Del mio mondo che crolla – 5:59
3. Del mio abisso e del vuoto – 9:40
4. Del mio volo – 7:07

### CD edizione del 2010
Edizione CD del 2010, pubblicato dalla Mirror Records (MRL 1002)
Tutte le tracce con parole di Fabio Zuffanti e musica di Fabio Zuffanti e Agostino Macor.
1. La maschera di cera – 19:21
2. Del mio mondo che crolla – 5:59
3. Del mio abisso e del vuoto – 9:40
4. Del mio volo – 7:07
5. La tua gente – 3:08 – Traccia bonus (edit)
6. Del mio mondo che crolla – 7:21 – Traccia bonus (demo)
7. Del mio abisso e del vuoto – 9:44 – Traccia bonus (demo)
8. Del mio volo – 6:47 – Traccia bonus - alternate version

## Formazione
- Alessandro Corvaglia - voce
- Agostino Macor - mellotron, piano. piano preparato, organo moog, clavicembalo, VCS 3
- Andrea Monetti - flauto traverso
- Fabio Zuffanti - basso, basso filtrato, chitarra acustica
- Marco Cavani - batteria, timpani, percussioni, compressore

Del mio mondo che crolla (demo)
- Fabio Zuffanti - voce, basso
- Agostino Macor - tastiere
- Marco Cavani - batteria

Del mio abisso e del vuoto (demo)
- Fabio Zuffanti - basso
- Agostino Macor - tastiere
- Marco Cavani - batteria

Ospite
- Nadia Girardi - voce (brano: Del mio abisso e del vuoto)

Note aggiuntive
- Fabio Zuffanti - produzione artistica
- Robbo Vigo e Agostino Macor - assistenza alla produzione
- Mauro Maroni - produzione esecutiva per le registrazioni 2002 (per la Mellow Records)
- Massimo Buffa - produzione esecutiva per la rimasterizzazione 2010 (per la Mirror Records)
- Sala di registrazione: Zerodieci, Genova
- Robbo Vigo - meccanico del suono e effetti speciali, missaggio, editaggio e masterizzazione
- Mattia Cominotto - vice meccanico
- Jean Delville - copertina
- Mario D'Alberto - art director
- Fabio Zuffanti - collage
- Victoria Heward - logo
- Fausto Sidri - foto
- Alberto Tagliati / Ofupac - media effects
- Stefano Marelli - il maestro[3]